# Morpheis
Morpheis is een geslacht van vlinders uit de familie van de Houtboorders (Cossidae).

## Soorten
- M. clenchi Donahue, 1980
- M. cognata (Walker, 1856)
- M. comisteon (Schaus, 1911)
- M. discreta (Dyar & Schaus, 1937)
- M. impedita (Wallengren, 1860)
- M. lelex (Dognin, 1891)
- M. mathani (Schaus, 1901)
- M. melanoleuca (Burmeister, 1878)
- M. putrida (Percheron, 1838)
- M. pyracmon (Cramer, 1780)
- M. strigillata (Felder, 1874)
- M. votani (Schaus, 1934)
- M. xylotribus (Herrich-Schäffer, 1853)